# Доктор Ху (1. серијал)
Први серијал оживљавања британског научнофантастичног програма Доктор Ху из 2005. почео је 26. марта 2005. епизодом „Роуз”. Ово је означило крај 16-годишњег одсуства програма са телевизије након његовог укидања 1989. године и била је прва нова телевизијска Доктор Ху прича од емитовања телевизијског филма у којем је глумио Пол Мекган 1996. године. Последња епизода „Раздвајање путева” емитована је 18. јуна 2005. године. Серију је оживео дугогодишњи обожавалац серије Расел Т. Дејвис који је лобирао код BBC-ја од краја 1990-их да врати серију. Први серијал се састојао од 13 епизода од којих је Дејвис написао осам. Дејвис, Џули Гарднер и Мал Јанг били су извршни продуценти, а Фил Колинсон продуцент.
Серија приказује пустоловине тајанственог и ексцентричног Господара времена познатог као Доктор који путује кроз време и простор у својој временској машини ТАРДИС која иначе споља изгледа као плава британска полицијска кутија из 1950-их. Са својим сапутницима, он истражује време и простор, суочава се са разним непријатељима и спашава цивилизације, помажући људима и исправљајући грешке.
У првом серијалу Кристофер Еклстон тумачи девету инкарнацију Доктора, у свом једином серијалу у улози, а прати га Били Пајпер као његова прва и главна пратиља Роуз Тајлер коју је ишчупао из мрака на планети Земљи и која му је све више прирастала срцу. Такође је накратко путовао са бунтовним младим генијем Адамом Мичелом кога игра Бруно Ленгли и са преварантом из 51. века и бившим „временским агентом” капетаном Џеком Харкнесом којег је тумачио Џон Бароумен. Епизоде у серији чине лабав ток приче, заснован на понављаној фрази „Лоши вук”, чији значај остаје необјашњив све до завршнице серијала из два дела. Поред лука „Лош вук”, оживљена ера поново представља Доктора као јединог преживелог у догађају познатом као Временски рат за који Доктор тврди да је збрисао све Господаре времена и Далеке.
Премијеру серије пратило је 10,81 милиона гледалаца, а четири дана након емитовања премијерне епизоде, серија је обновљена за божићни специјал као и за други серијал. Серија је наишла на добар пријем и критичара и обожавалаца, освојивши БАТА награду по први пут у историји серије. Одобрење Мајкла Грејда који је претходно изнудио 18-месечну паузу у серији 1985. године и у неколико наврата одлагао серију из личне несклоности наведено је као чинилац у поновном оживљавању серије. Популарност серије на крају је довела до оживљавања породичних драма суботом увече.

## Улоге

### Главне
- Кристофер Еклстон као Девети Доктор
- Били Пајпер као Роуз Тајлер

### Епизодне
- Џон Бароумен као капетан Џек Харкнес (епизоде 9−13)
- Камил Кодури као Џеки Тајлер
- Ноел Кларк као Мики Смит
- Бруно Ленгли као Адам Мичел

### Гостујуће
- Дејвид Тенант као Десети Доктор (епизода 13)

## Епизоде
За разлику од класичне ере серије која се завршила 1989. године, план за нову серију је био да свака епизода буде самостална прича без серијала. Од тринаест епизода у серији, седам их је пратило овај формат. Преосталих шест је груписано у три дводелне приче. Такође, по први пут од епизоде „ОК Корал” из треће сезоне, свака епизода је добила појединачни наслов, што је био случај са самосталним и дводелним причама.
| Бр. еп. (укупно) | Бр. еп. (у сезони) | Наслов                  | Редитељ       | Сценариста      | Премијера       | Прод. код | Гледаност у Британији (милиони) |
| --- | ------------------ | ----------------------- | ------------- | --------------- | --------------- | --------- | ------------------------------- |
| 1 | 1                  | „Роуз”                  | Кит Боук      | Расел Т. Дејвис | 26. март 2005.  | 1.1       | 10,81                           |
| У подруму продавнице у којој ради Роуз Тајлер, пластичне лутке почињу да је нападају. Девети Доктор је спасава и они беже из зграде коју он диже у ваздух. Следећег дана, Роуз и њен дечко Мики Смит посећују човека по имену Клајв који води веб страницу о теоријама завере, у вези са човеком који одговара Докторовом опису, а који се појављивао кроз историју. Док Роуз разговара са Клајвом, Мики је киднапован и замењен пластичним двојником. Роуз поново среће Доктора, где открива да је Мики Отонац, а он и Роуз проналазе Нестенску свест која контролише Отонце и користи Лондонско око као предајник. У овом тренутку, Отонци лутке оживљавају и почињу да убијају друге људе. Роуз спасава Доктора и оне које су Отонци убијали, и она одлучује да путује са Доктором кроз време и простор у његовој временској машини ТАРДИС. |                    |                         |               |                 |                 |           |                                 |
| 2 | 2                  | „Крај света”            | Ерос Лин      | Расел Т. Дејвис | 2. април 2005.  | 1.2       | 7,97                            |
| Доктор води Роуз пет милијарди година у будућност, где слете на свемирску станицу под називом Платформа један, која кружи око Земље. Међу елитним ванземаљским гостима који су се окупили да гледају како Земљу уништава Сунце које се шири је леди Касандра која се поноси тиме што је последње чисто људско биће, иако је прошла кроз многе операције које су промениле њен изглед. Открива се да Касандра, да би добила новац за своје бројне операције, планира да пусти госте да умру, а затим да се окористи од повећања акција својих конкурената. Она пушта опрезне роботске пауке широм Платформе један, и они почињу да се онеспособљавају системе. Касандра се телепортује док пауци обарају штитове, узрокујући да штетно директно сунчево зрачење продре у станицу. Доктор успева да поново активира систем и спасе Роуз, након чега враћа Касандру и она пуца од интензивне сунчеве топлоте. |                    |                         |               |                 |                 |           |                                 |
| 3 | 3                  | „Немирни мртви”         | Ерос Лин      | Марк Гетис      | 9. април 2005.  | 1.3       | 8,86                            |
| Доктор и Роуз путују у Кардиф 1869. године, где се у погребном предузећу који води Габријел Снид са својом видовитом слушкињом Гвинет налазе лешеви које је анимирала тајанствена плава пара. Снид и Гвинет отимају Роуз, а Доктор се удружује са Чарлсом Дикенсом да би је пронашао. У погребном предузећу, они се поново налазе и Доктор утврђује да је плава пара резултат покушаја неког бића да пређе пукотину у простор-времену на којој је предузеће изграђено. Открива се да су они Гелти који оживљавају тела док не буду способна да израде сопствена, и користе Гвинет као мост. Гелти лажу о свом бројном стању и намерама, намеравајући да убију милијарде живих људи, а не само да населе постојеће лешеве. Гвинет се добровољно јавља да запали гас којим је Дикенс поплавио подрум, затварајући пукотину и заробљавајући све Гелте. Доктор, Роуз и Дикенс беже пре него што је предузеће захваћено пламеном.                                                                                              |                    |                         |               |                 |                 |           |                                 |
| 4 | 4                  | „Ванземаљци из Лондона” | Кит Боук      | Расел Т. Дејвис | 16. април 2005. | 1.4       | 7,63                            |
| Доктор намерава да врати Роуз кући 12 сати након што је отишла, али они долазе годину дана касније. Њена мајка Џеки је бесна на Доктора, а Мики је осумњичен да је убио Роуз. Роуз и Доктор сведоци су удара свемирског брода на Биг Бен и пада у реку Темзу. Доктор сумња да је ово трик и открива да је брод лансиран са Земље, а да је пилот свиња, модификована ванземаљском технологијом. Британског премијера нико не може да нађе, а замењује га Џозеф Грин док се позивају и други висококотирани чланови владе, Маргарет Блејн и Оливер Чарлс. Они се откривају као група Слитинаца, ванземаљска породица која се сабијала у људска „одела”. |                    |                         |               |                 |                 |           |                                 |
| 5 | 5                  | „Трећи светски рат”     | Кит Боук      | Расел Т. Дејвис | 23. април 2005. | 1.5       | 7,98                            |
| Доктор сазнаје да Слитинци не нападају Земљу већ је препадају ради комерцијалног профита. Слитинци тврде да постоји претња по безбедност света и захтевају да Уједињене нације објаве шифру за нуклеарну напад како би могли да оборе непостојећи брод који наводно лебди изнад Лондона. Доктор нагађа да ће пуцати на друге земље и започети Трећи светски рат, што Слитинци признају, објашњавајући да ће продати озрачене остатке Земље као јефтино гориво за свемирске бродове. У међувремену, још један Слитинац упада у Микијев стан где овај користи сирћетну киселину у сирћету да га уништи. Доктор помаже Микију да испали ненуклеарни пројектил на Даунинг Стрит 10 како би уништио Слитинце који су се тамо окупили. Доктор, Роуз и народна посланица Харијет Џоунс успевају да се сакрију у армирану собу и преживе. У међувремену, Доктор је заслужио Џекино поверење и она дозвољава Роуз да настави да путује са њим, док он нуди Микију прилику да се придружи њима двома на ТАРДИС-у, али он га одбија. |                    |                         |               |                 |                 |           |                                 |
| 6 | 6                  | „Далек”                 | Џо Ахерн      | Роберт Шерман   | 30. април 2005. | 1.6       | 8,93                            |
| ТАРДИС је скренут са курса сигналом и Роуз и Доктор завршавају у близини Солт Лејк Ситија у Јути 2012. године у подземном бункеру у власништву Хенрија ван Статена, богатог колекционара ванземаљских артефаката. Доктор наилази на његов једини живи експонат, за који са ужасом открива да је Далек који је преживео Временски рат. Овај Далек је последњи преживели из рода генетски модификованих мутаната који су програмирани да очисте универзум од свих видова живота који нису Далеци, и Докторов највећи непријатељ. Један од ван Статенових запослених, Адам Мичел, води Роуз до Далека, али она се сажали на њега и додирује га, дозвољавајући му да упије њен ДНК и активира се. Далек убија много војника пре него што сустигне Роуз, Адама и Доктора. Роуз остаје заробљена са Далеком, али јој он поштеди живот јер је стекао симпатије од Роузине ДНК и уништава самог себе. Док Доктор и Роуз одлазе, Адам се укрцава на ТАРДИС како би избегао затварање ван Статеновог трезора.                       |                    |                         |               |                 |                 |           |                                 |
| 7 | 7                  | „Дуга игра”             | Брајант Грант | Расел Т. Дејвис | 7. мај 2005.    | 1.7       | 8,01                            |
| Доктор, Роуз и Адам путују до 200.000. године и слећу на свемирску станицу Сателит 5, која контролише новинарство. Откако је сателит почео са емитовањем, нешто је задржавало став и технологију људске расе. Уредник позива Доктора и Роуз на елитни спрат 500, где их држи заробљене, објашњавајући да су он и створење познато као Џаграфес преко Сателита 5 направили „Четврто велико и богато људско царство”, место где су вести уградиле страх у људски род, држећи их у затвореном друштву. У међувремену, Адам је инсталирао порт у својој глави и преноси сво знање о Сателиту 5 на телефонску секретарицу својих родитеља код куће. Новинарка Катика преусмерава топлоту на спрат 500, дозвољавајући Роуз и Доктору да побегну, док Уредника и Џаграфеса уништава врућина. Доктор је бесан на Адама и враћа га његовој кући, уништавајући телефонску секретарицу и протерујући Адама из ТАРДИС-а. |                    |                         |               |                 |                 |           |                                 |
| 8 | 8                  | „Оци”                   | Џо Ахерн      | Пол Корнел      | 14. мај 2005.   | 1.8       | 8,01                            |
| Роуз тражи од Доктора да је врати на дан када је њен отац Пит погинуо у саобраћајној несрећи. Уместо да буде крај њега док је умирао, Роуз спасава Питов живот, стварајући рану у времену и простору коју летећа створења позната као Жетеоци покушавају да излече тако што једу свакога у њој. Гости на венчању Џекиних и Питових пријатеља крију се у цркви док Доктор покушава да призове ТАРДИС унутра. Џеки оптужује Пита да има још једну ћерку и да би доказао да је Роуз иста као беба Роуз, ставља бебу у наручје старије Роуз, узрокујући да се један Жетелац појави у цркви и убије Доктора. Пит схвата да мора да умре да би се све поправило и баца се под аутомобил који се појављује иза угла цркве, узрокујући да се врате сви које су Жетеоци појели, укључујући Доктора. |                    |                         |               |                 |                 |           |                                 |
| 9 | 9                  | „Празно дете”           | Џејмс Хос     | Стивен Мофат    | 21. мај 2005.   | 1.9       | 7,11                            |
| Јурећи метални цилиндар кроз временски вртлог, Доктор и Роуз слећу у Лондон током Другог светског рата. Роуз прати дечака са гас маском који је више пута пита да ли му је она мајка. Она се пење уз конопац причвршћен за балон који се диже у ваздух, а спасава је капетан Џек Харкнес (раније временски агент, сада преварант) који покушава да је заинтересује да купи вредан ратни брод. Доктор разговара са девојком по имену Ненси која зна да је дечак повезан са објектом налик бомби који је недавно пао. Она упућује Доктора у болницу где му др Константин показује пацијенте са повредама и гас маскама идентичним као код дечака. Ненси открива да је дете њен брат Џејми. Роуз и Џек стижу на време да спасу Доктора док Константин почиње да се трансформише попут његових пацијената. |                    |                         |               |                 |                 |           |                                 |
| 10 | 10                 | „Доктор плеше”          | Џејмс Хос     | Стивен Мофат    | 28. мај 2005.   | 1.10      | 6,86                            |
| Џек објашњава да је послао метални предмет кроз временски вртлог како би привукао временске агенте у овај временски период, где би их натерао да плате за објекат, али пре него што би могли да га приме, немачка бомба би пала на њега. Џек тврди да је то савршено безбедан и „празан” стари медицински транспорт, али је Доктор сумњичав. На месту где се одвија транспорт, Доктор схвата да је некада садржавао наногене који могу да зацеле ране, и закључује да су наногени покушали да излече Џејмија, али су мислили да сви људи треба да имају сличне повреде и гас маске. Ненси тврди да је за све она крива јер је заправо Џејмијева мајка, што и признаје пред дечаком. Док се грле, наногени идентификују Ненсин ДНК као мајчин и преокрећу Џејмијево преображење тако да личе једни на друге. Остало је учињено свима осталима који су се преобратили. Џек хвата бомбу која би пала на то место и Доктор и Роуз га спасавају пре него што експлодира, позивајући га на ТАРДИС.                              |                    |                         |               |                 |                 |           |                                 |
| 11 | 11                 | „Град праска”           | Џо Ахерн      | Расел Т. Дејвис | 4. јун 2005.    | 1.11      | 7,68                            |
| Доктор, Роуз и Џек посећују Кардиф да допуне ТАРДИС горивом код пукотине, а Мики их тамо среће. Откривају да је Слитинка која се представља као Маргарет Блејн сада градоначелница Кардифа и хватају је, сумњичави према њеним намерама. Доктор види да је направила нуклеарну електрану дизајнирану да отвори пукотину и уништи Земљу и да је набавила екстраполатор који би користила да побегне. Маргарет се противи да буде враћена на своју матичну планету јер се тамо сматра криминалцем и биће јој изречена смртна казна. После неколико неуспешних покушаја да убије Доктора, Маргарет тражи да буде одведена на другу планету. Џек види прилику да искористи Маргаретин екстраполатор да убрза пуњење ТАРДИС-а, али се показало да је ово замка јер је требало да пошаље најближи ванземаљски извор енергије у пукотину. Док земљотрес погађа Кардиф, Маргарет гледа у срце ТАРДИС-а што јој даје другу прилику за живот, враћајући је назад у јаје.                                                            |                    |                         |               |                 |                 |           |                                 |
| 12 | 12                 | „Зли вук”               | Џо Ахерн      | Расел Т. Дејвис | 11. јун 2005.   | 1.12      | 6,81                            |
| Доктор, Роуз и Џек се буде из амнезије у разним ријалити телевизијским емисијама и играма. Доктор се налази у кући налик на ону из Великог брата, Роуз је такмичарка у Најслабијој карици где се сматра да су они који су елиминисани дезинтегрисани од стране Ен Дроида, а Џек је у емисији налик на Шта не носити у којој два женска робота нуде да такмичарима дају нови имиџ. Доктор и Џек беже из својих смртоносних емисија и откривају да се налазе на Сателиту 5 сто година након Докторове последње посете, сада познатом као „Станица игара”, као и да га води Корпорација „Зли вук”. Доктор, Џек и Линда, такмичарка Великог брата, проналазе Роуз док је дезинтегрисана на Најслабијој карици и путују до спрата 500 где Џек схвата да такмичари нису дезинтегрисани већ пренети до неке тачке у свемиру. Сазнају да се Роуз нашла на броду са Далецима, а Доктор се заклиње да ће је спасити и уништити Далеке што подстиче флоту од скоро пола милиона Далека да почне да напада Земљу.                     |                    |                         |               |                 |                 |           |                                 |
| 13 | 13                 | „Раздвајање путева”     | Џо Ахерн      | Расел Т. Дејвис | 18. јун 2005.   | 1.13      | 6,91                            |
| Доктор и Џек одводе ТАРДИС до Роуз и враћају је на „Станицу игара” пошто су се суочили са царом Далека. Доктор се спрема да уништи Далеке користећи делта талас. Превари Роуз да уђе у ТАРДИС и даљински је шаље кући на сигурно. Далеци нападају „Станицу игара”, убијајући Линду и Џека између осталих. Прибравши се код куће, Роуз примећује речи „Зли вук” по околини и схвата да је то порука. Мики отвара срце ТАРДИС-а и Роуз успоставља контакт. Оснажена временским вртлогом, Роуз се враћа Доктору где користи моћ вртлога да уништи све Далеке, васкрсне Џека и распрши речи „Зли вук” кроз време и простор да би себе довела овамо. Да би спречио моћ да убије Роуз, Доктор је упија љубећи је. Она се буди у ТАРДИС-у баш у тренутку када је временска енергија уништила Докторове ћелије и узроковала да се регенерише у Десетог Доктора. |                    |                         |               |                 |                 |           |                                 |

## Глумачка постава

### Главна постава
Продукцијска екипа је добила задатак да пронађе одговарајућег глумца за улогу Доктора. Неки од најистакнутијих глумаца којима су се обратили били су Хју Грант и Роуан Аткинсон. У време када је Мал Јанг предложио глумца Кристофера Еклстона Дејвису, Еклстон је био један од само тројице преосталих у конкуренцији за ту улогу: прича се да су друга два кандидата у индустрији били Алан Дејвис и Бил Нај. Његово учешће у програму објављено је 20. марта 2004. након вишемесечних нагађања. У издању часописа Доктор Ху из априла 2004. године, Дејвис је објавио да ће Еклстонов Доктор заиста бити Девети Доктор, чиме је Доктор Шалка Ричарда Е. Гранта пребачен у незванични статус. Расел Т. Дејвис је открио да је Еклстон тражио улогу путем мејла.
Након најаве да ће се серија вратити, Дејвис је открио да ће се нова сапутница „вероватно” звати Роуз Тајлер у издању часописа Доктор Ху објављеном у новембру 2003. Ово име је потврђено у марту 2004. и било је тако и у исто време је објављено да се за улогу разматра бивша поп звезда Били Пајпер. Најављено је да Пајперова глуми Роуз Тајлер 24. маја, лика који је имао улогу сталног пратиоца током серије, а обожаваоци серије су је поздравили. Глумица Џорџија Мофет, ћерка глумца Питера Дејвисона који је глумио Петог Доктора и која ће се касније појавити у насловној улози у епизоди четвртог серијала „Докторова ћерка”, такође је била на аудицији за ту улогу. Изворна концепција Тајлерове била је мало другачија. Пол Абот је требало да напише епизоду за серију која би открила да је читав Роузин живот обмануо Доктор како би од ње направио идеалног сапутника. Дејвис је на крају написао „Град праска” да га замени када је Абот, после неколико месеци развоја, схватио да је превише заузет да би радио на сценарију.
Први серијал био је једини Кристофера Еклстона у улози Доктора. Еклстонов уговор је био на годину дана јер је у то време било неизвесно да ли ће се серија наставити даље од једног оживљеног серијала. Еклстонова намера да оде откривена је 30. марта 2005. убрзо након емитовања прве епизоде. BBC је објавио изјаву, приписану Еклстону, у којој се наводи да је одлучио да оде јер се плашио да ће му због улоге Доктора бити нуђене само сличне улоге. BBC је 4. априла открио да је Еклстонова „изјава” лажно приписана и објављена без његовог пристанка. BBC је признао да су прекршили договор склопљен у јануару да не откривају јавно да је намеравао да глуми само једну сезону. У изјави из 2010. Еклстон је открио да је напустио серију јер „није уживао у окружењу и култури у којој су [они], глумци и екипа морали да раде”, али да је био поносан што је одиграо улогу.

### Споредна постава и гостујуће улоге
Лик Адама Мичела је први пут осмишљен заједно са Хенријем ван Стетеном током Дејвисовог представљања BBC-ју приче која је у великој мери заснована на делу аудио драме Роберта Ширмана Јубилеј под називом „Повратак Далека”. Продукцијска екипа је одувек намеравала да се Адам придружи ТАРДИС-у пошто почне да се свиђа Роуз. За ову улогу изабран је Бруно Ленгли, раније познат по улози у Крунисачкој улици као Тод Гримшо. Никада није било предвиђено да Адам буде дугорочни пратилац, а Дејвис је желео да покаже да нису сви прикладни да се придруже екипи ТАРДИС-а и назвао га је „Сапутником који није могао”. Он је „одувек желео да направи серију са неким ко би био лош сапутник”.
Џон Бароумен се појављује као капетан Џек Харкнес, лик представљен у епизоди „Празно дете”. где се придружио екипи ТАРДИС-а у последњих пет епизода серије. Приликом именовања лика, Дејвис је црпео подстрек из лика из Марвелових стрипова Агате Харкнес. Овај лик је замишљено са намером да се формира лик којим би се Џек преобразио из кукавице у јунака, а Бароумен је то свесно имао на уму у свом тумачењу лика. Након те приче, дебитантска епизода лика би оставила његов морал као двосмислен, што би натерао гледаоца да се запита: „Да ли је он сила добра или зла?” Сам Бароумен је био кључни чинилац у концепцији капетана Џека. Бароумен је изјавио да су му у време његовог почетног избора за улогу, Дејвис и извршна копродуценткиња Џули Гарднер објаснили да су „у основи написали лик око [Џона]”. Када га је упознао, Бароумен је испробао лик користећи свој матерњи шкотски нагласак, свој уобичајени амерички и енглески нагласак. Дејвис је одлучио да „би лику најбоље пристајао амерички нагласак”. Бароумен је рекао да је Дејвис тражио глумца са „квалитетом матинејског идола” рекавши му да је „једини у целој Британији који би то могао да уради”.
Дејвиду Тенанту је понуђена улога Доктора када је гледао копију Казанове пре емитовања са Дејвисом и Гарднеровом. Тенант је у почетку веровао да је ова понуда шала, али пошто је схватио да су озбиљни, прихватио је улогу и први пут се појавио на крају епизоде „Раздвајање путева”. Тенант је најављен као Еклстонова замена 16. априла 2005. године. Остали глумци који се епизодно понављају у серији су Камил Кодури као Роузина мајка Џеки и Ноел Кларк као Роузин дечко Мики Смит. Међу осталим глумцима и телевизијским водитељима који су се појавили у серији били су Марк Бентон, Зои Ванамејкер, Сајмон Кало, Ив Мајлс, Пенелопи Вилтон, Анет Бедленд, Дејвид Вери, Мет Бејкер, Ендру Мар, Кори Џонсон, Сајмон Пег, Ана Максвел-Мартин, Тамзин Григ, Шон Дингвал, Флоренс Хоут, Ричард Вилсон, Џо Џојнер, Давина Мекол, Патерсон Џозеф, Ен Робинсон, Трини Вудол, и Сузана Константин.

## Продукција

### Развој
Током краја 1990-их, Дејвис, дугогодишњи обожавалац серије, лобирао је код BBC-ја да оживи серију након њеног прекида и дошао је до фазе расправе крајем 1998. и почетком 2002. године. Његови предлози би ажурирали серију како би била боље прилагођена публици 21. века, укључујући прелазак са видео траке на филм, удвостручавање дужине сваке епизоде са двадесет пет минута на педесет, задржавање Доктора првенствено на Земљи у стилу епизода Трећег Доктора и UNIT-а и уклањање „вишка пртљага” као што су Галифреј и Господари времена. Његов предлог се такмичио са још три: фантастичном верзијом Дена Фридмена, готичким мотивом Метјуа Грејама и поновним покретањем Марка Гетиса, Клејтона Хикмена и Гарета Робертса, што би Доктора учинило заменом за лик публике уместо његових сапутника.
У августу 2003, BBC је решио проблеме у вези са правима продукције који су се појавили као исход заједничког продукције филма између Universal Pictures-а, BBC-ја и Fox-a 1996. што је довело до тога да су се контролорка канала BBC One, Лорејн Хегеси и контролорка драмске комисије, Џејн Трантер, обратиле Гарднеровој и Дејвису да оживе серију која би се емитовала у ударном термину суботом увече као део BBC-овог плана да продукцију пребаци на своје окружне базе. До средине септембра прихватили су договор да продуцирају серију заједно са Казановом.
Након Вриска Шалке, анимираног серијала који је приказан на веб-страници Доктор Ху, „прави” повратак Доктора Хуа је објављен 26. септембра 2003. у саопштењу за штампу BBC-ја.
Дејвис је добровољно написао предлог за серију, што је био први пут да је то урадио. Раније је одлучио да пређе директно на писање пробне епизоде јер је осећао да ће предлог „деловати као да [он] убија посао”. У огласу од петнаест страница оцртан је Доктор који је био „твој најбољи пријатељ, неко са ким желиш да будеш све време”, осамнаестогодишња Роуз Тајлер као „савршени пар” за новог Доктора, избегавање четрдесетогодишње приче „осим добрих делова”, задржавање ТАРДИС-а, соничног шрафцигера и Далека, уклањање Господара времена, а такође и већа усредсређеност на човечанство. Његов предлог је поднет за први продукцијски састанак у децембру 2003. са серијом од тринаест епизода добијених притиском ВВС Worldwide-а и изводљивим буџетом од Џули Гарднер.
Почетком 2004. серија је ушла у редован продукцијски циклус. Дејвис, Гарднерова и BBC-јев драмски контролор Мал Јанг заузели су положаје извршних продуцената, иако је Јанг напустио ту улогу на крају серијала. Стари колега из студија Granada, Фил Колинсон, преузео је улогу продуцента. Кит Боук, Еврос Лин, Џо Ахерн, Брајан Грант и Џејмс Хоуз режирали су серију. Дејвисова званична улога главног сценаристе и извршног продуцента или „директора серије” састојала се од постављања основних заплета за цео серијал, одржавања „тонских састанака” да би се тачно препознао тон епизоде који се често описује једном речју – нпр. „тонска реч” за Мофатово „Празно дете” била је „романтика” — и надгледао је све аспекте продукције. Током ране продукције, реч „Торчвуд” (енгл. Torchwood), анаграм „Доктора Хуа” (енгл. Doctor Who), коришћена је као насловна варка за серију током снимања првих неколико епизода и у немонтираном материјалу како би се осигурало да епизоде не буду пресретнуте. Реч „Торчвуд” је касније послужила као инспирација за организацију у серију и постала је назив за спиноф серију Торчвуд.
Дејвиса је занимало да направи епизоду која би служила као унакрсна епизода са Звезданим стазама: Ентерпрајз и укључивала слетање ТАРДИС-а на НКС-01. О тој замисли се званично расправљало, али се од планова одустало након отказивања Ентерпрајза у фебруару 2005. године.

### Писање
Први серијал серије је садржао осам Дејвисових сценарија, а остатак је додељен искусним драмским писцима и претходним сценаристима за помоћна издања серије: Стивен Мофат је написао причу од две епизоде, док су Марк Гетис, Роберт Ширман и Пол Корнел написали по један сценарио. Дејвис се такође обратио свом пријатељу Полу Аботу и ауторки Харија Потера Џ. К. Роулинг да пишу за серију, али су обоје одбили због постојећих обавеза. Убрзо након што је обезбедио сценаристе за серију, Дејвис је изјавио да нема намеру да приђе сценаристима старе серије. Једини сценариста са којим би пожелео да ради био је Роберт Холмс који је умро у мају 1986. на пола пута од писања свог доприноса 23. сезони.
Елвен Роландс и Хелен Рејнор биле су уреднице сценарија за серију. Ангажоване су истовремено што је био први пут да је серија имала жене уреднице сценарија. Роландсова је отишла после првог серијала због рада на серији Живот на Марсу. У поређењу са изворном серијом, улога уредника сценарија је значајно смањена при чему је главни сценариста преузео већину њихових одговорности. За разлику од изворне серије, они нису имали моћ наручивања сценарија. Уместо тога, они су деловали као веза између продукцијске екипе и сценариста пре него што би свој заједнички рад предали главном сценаристи на „завршно полирање”. Рејнорова је рекла да посао није био маштовит јер „ви сте део њега, али га не водите”.
Под продуцентом Дејвисом, нова серија је имала бржи темпо од класичне серије. Уместо серијала од четири до шест делова од 25-минутних епизода, већина прича Деветог Доктора састојала се од појединачних 45-минутних епизода, при чему су само три од десет прича биле дводелне. Тринаест епизода је, међутим, било лабаво повезано у низ дуге приче који је спојио њихове различите нити у завршници серијала. Дејвис је био инспирисан форматом америчких фантастичних телевизијских серија као што су Бафи, убица вампира и Смолвил, пре свега из Бафиних концепата дугих серија прича и „Великог зла”. Такође, као и у изворној серији, приче су се често преливале непосредно једна у другу или су биле повезане на неки начин. Приметно је да се, као код седме и двадесет шесте сезоне изворне серије, свака прича у сезони одвија на Земљи или близу ње. Ова чињеница је непосредно обрађена у изворном роману Чудовишта изнутра у којем се Роуз и Доктор шале на рачун чињенице да су се све њихове досадашње пустоловине одиграле на Земљи или на суседним свемирским станицама.
Приче серијала су се прилично разликовале по тону, а продукцијска екипа је приказивала различите жанрове у којима је Доктор Ху живео током година. Примери укључују „псеудоисторијску” причу „Немирни мртви”, далекобудући худанит из „Краја света”, приче о најезди ванземаљаца на Земљи у „Роуз”, „Ванземаљцима из Лондона” и „Трећем светском рату”, „базу под опсадом” у „Далеку” и хорор у „Празном детету”. Чак су били заступљени и спиноф медији где је „Далек” узео елементе из аудио драме Јубилеј писца Роба Ширмена, док се емотивни садржај „Оца” Пола Корнела ослањао на тон Корнелових романа у серији Нове невине пустоловине. Дејвис је замолио и Ширмена и Корнела да напишу своје сценарије имајући на уму те стилове. У епизоди „Град праска” постоји помињање романа Чудовишта изнутра чиме је ово постала прва епизода која је признала (иако на суптилан начин) спиноф фикцију.

### Музика
Мареј Голд је компоновао музику за овај серијал која је у потпуности синтетизована.

### Снимање
Главно снимање серије почело је 18. јула 2004. на локацији у Кардифу за епизоду „Роуз”. Серија је снимана широм југоисточног Велса, углавном у Кардифу или око њега. Снимање сваке епизоде трајало је око две недеље. Почетак снимања изазвао је секирацију међу продукцијском екипом због невиђених околности: неколико сцена из првог блока је морало бити поново снимљено јер је изворни снимак био неупотребљив. Протетике Слитинаца за епизоде „Ванземаљци из Лондона”, „Трећи светски рат” и „Град праска” су се приметно разликовале од својих рачунарски генерисаних верзија и, што је најважније, BBC је дошао у застој са власништвом Терија Нејшна како би обезбедио Далеке за шесту епизоду серије коју је написао Роб Ширман. Након првог продукцијског блока који је Дејвис описао као „ударање у зид од цигала”, продукција серије је била значајно олакшана како се екипа упознала. Снимање је завршено 23. марта 2005. године. Дејвид Тенант, који је изабран као Еклстонова замена, снимио је своје појављивање на крају епизоде „Рздвајање путева” 21. априла 2005. са другом екипом.

## Издања

### Промоција
Нови лого је откривен на интернет страници BBC-а 18. октобра 2004. године. Први званични трејлер је објављен као део презентације Зимски најбољи тренуци BBC One-а 2. децембра 2004. године, а затим га је BBC поставио на интернет. Почетком марта 2005. почео је медијски напад укључујући билборде и плакате широм Британије. Телевизијски трејлери су почели да се појављују 5. марта, а радио рекламе су почеле две недеље пре премијере серије и трајале су до емитовања друге епизоде. Покренута је званична интернет страница Доктор Ху са ексклузивним садржајем као што су игрице и нови подаци о Деветом Доктору.

### Цурење
Рана монтажа премијерне епизоде процурела је на интернет три недеље пре заказане премијере серије. Ово је привукло велику медијску пажњу и расправу међу обожаваоцима и изазвало је нагли пораст занимања за серију.  је објавио изјаву да је извор цурења изгледа био повезан са Канадском радиодифузном агенцијом која је одговорила наводећи да „истражују. То је све што могу да кажем у овом тренутку јер не знамо тачно шта се догодило. То свакако није учињено намерно.” Оснивач савеза Viral Advertising Association, Аса Бејли, изјавио је да их је BBC ангажовао за стратегије виралног маркетинга и да им је рекао да „треба да објаве неке ствари пре њиховог времена” како би створили „кул фактор”. И BBC И CBC су порицали било какву умешаност, али Бејли сматра да је ова изјава била неискрена, рекавши да је то била „најбоља вирална реклама коју су могли да ураде”. Траг цурења је на крају довео до друштва треће стране у Канади које је имало легитиман примерак за преглед. Одговорном раднику друштво је дало отказ.

### Емитовање
Епизода „Роуз” је коначно емитована по распореду 26. марта 2005. у 19 часова на каналу BBC One, као прва редовна епизоде серије после трећег дела Преживљавања од 6. децембра 1989. године. Да би употпунили серију, BBC Wales је такође продуцирао серијал Доктор Ху: Поверљиво, документарни серијал од 13 делова, а свака епизода се емитовала на каналу BBC Three одмах након завршетка недељне епизоде на . И серија и документарац су емитовани 13 узастопних недеља, а последња епизода „Раздвајање путева” емитована је 18. јуна 2005. заједно са својим документарним пратиоцем. Дејвис је тражио да се две прве епизоде емитују узастопно, али је захтев дат BBC-у само две недеље пре емитовања када је све већ било испланирано. У неким срединама, првих неколико минута изворног BBC емитовања епизоде „Роуз” 26. марта било је поремећено случајним мешањем неколико секунди звука Грејема Нортона који је водио Строгу плесну грозницу.
У Сједињеним Државама, канал Sci Fi је првобитно одбио нови серијал јер је сматрао да му нешто недостаје и веровао да се не уклапа у њихов распоред, али је мрежа касније променила мишљење. Пошто је објављено да ће први серијал почети са емитовањем у марту 2006. године, извршни потпредседник канала Sci Fi, Томас Витале, назвао је Доктора Хуа „правим научно-фантастичним класиком” са маштовитим приповедањем и живописном историјом и био је узбуђен што га је додао у свој програм. Мрежа је такође узела могућност за други серијал. Кендис Карлајл из BBC Worldwide-а је открила да је канал Sci Fi савршен дом за Доктора Хуа. Доктор Ху је коначно дебитовао у САД на каналу Sci Fi 17. марта 2006. године, а прве две епизоде су емитоване узастопно годину дана након приказивања у Канади и Великој Британији. Серијал је завршио премијерно емитовање у САД 9. јуна 2006. године.

### Кућна издања

#### ииздања
Серијал је први пут објављен у томовима. Први том који садржи прве три епизоде објављен је у Региону 2 16. маја 2005. године. Други, са епизодама „Ванземаљци из Лондона”, „Трећи светски рат” и „Далек”, уследио је 13. јуна исте године. Епизоде „Дуга игра”, „Оци”, „Празно дете” и „Доктор плеше” објављене су у трећем тому 1. августа 2005. године, а последње три епизоде су објављене у четвртом тому 5. септембра исте године.
Цео серијал је потом објављен у комплету 21. новембра 2005. у Региону 2. Осим 13 епизода, укључени су и коментари на сваку епизоду, Дејвисов видео дневник током прве недеље снимања, као и друге карактеристике. Комплет је објављен у Региону 1 4. јула 2006. године.

## Пријем

### Рејтинзи
Епизода „Роуз” је преко ноћи имала просечан рејтинг од 9,9 милиона гледалаца, достижући врхунац од 10,5 милиона, односно 43,2% и 44,3% свих гледалаца у то време. Коначна цифра за епизоду, укључујући видео снимке одгледане недељу дана од емитовања, била је 10,81 милион, што је чини трећим најгледанијим програмом за BBC One те недеље и седмим најгледанијим на свим каналима. Уводна епизода је имала највећи рејтинг у првом серијалу. Претпоследња епизода „Зли вук” имала је најмању гледаност у серијалу са само 6,81 милион гледалаца. Серијал је такође остварио највећи индекс уважавања публике од било које драме не рачунајући сапунице на телевизији. Поред друге епизоде „Крај света” која је имала рејтинг од 79%, најнижи у серијалу, све епизоде су оствариле рејтинг изнад 80%. Завршница серијала „Раздвајање путева” била је најбоље оцењена епизода са индексом од 89%. Успешно лансирање довело је до тога да је шефица драмске комисије BBC-а, Џејн Трантер, 30. марта потврдила да ће се серија вратити и за Божићни специјал у децембру 2005. и за пун други серијал 2006. године.
Почетно емитовање серије на каналу Sci Fi је постигло просечну Нилсенов рејтинг од 1,3, што је представљало укупно 1,5 милиона гледалаца. Иако су ови рејтинзи биле мањи од оних које су достигле оригиналне серије Sci Fi-а, Звездана крстарица Галаксија, Звездана капија СГ-1 и Звездана капија: Атлантида, они су одражавали повећање гледаности од 44% и повећање гледаности од 56% у истом временском раздобљу у другом кварталу 2005. године, као и повећање од 56% и 57% у две кључне демографске категорије.

### Критике
Интернет локација за прикупљање рецензија Rotten Tomatoes приказује рејтинг одобравања од 83% на основу 12 рецензија критичара и просечну оцену 8,6/10.
У априлу 2004, Мајкл Грејд се вратио на BBC, овог пута као председник управног одбора, иако овај положај није укључивао никакве комисионе или уређивачке одговорности. Иако му се претходно није свиђала серија и наметнуо јој је паузу од годину и по дана током ере Шестог Доктора, на крају је написао е-поруку генералном директору BBC-а, Марку Томпсону, у јуну 2005. након успешног новог првог серијала, изражавајући одобравање за његову популарност. Такође је изјавио: „Нисам ни сањао да ћу икада нешто овако ово написати. Мора да сам омекшао!” Оживљавање је такође задивило бившег Доктора Силвестера Мекоја који је похвалио Еклстона и Пајперову, њихове ликове као и темпо у првој епизоди. Једина његова критика била је на рачун нове унутрашњости ТАРДИС-а, иако је прокоментарисао да је „такође помало запрепашћен што није било више од успутне музике серије која је у позадини деловала прилично анонимно”.
Робин Оливер из новина The Sydney Morning Herald похвалио је Дејвиса што је заузео „зрелији приступ једном од најпознатијих телевизијских ликова” који ће деца ценити и што га је поново осмислио на начин који би био „конкурентан на тржишту високе технологије”. Оливер је такође написао да би старији гледаоци сматрали Еклстона „лако најбољим господаром времена још од Тома Бејкера”. Рецензирајући прву епизоду, Хари Венинг из The Stage-а поздравио ју је као „невероватан, маштовит, смешан и понекад застрашујући поновни изум” и посебно је похвалио Роуз као побољшање у односу на претходне сапутнице које су биле „способне само да вриште или буду ухваћене”. Међутим, сматрао је да је Еклстон „највеће разочарење серије” јер је деловао „неугодно играјући у фантастици”. Дек Хоган са веб-сајта Digital Spy сматрао је последњу епизоду антиклимаксном, али је уопштено рекао да је серија „одличан телевизијски програм суботом увече од оне врсте за коју су многи од нас мислили да је BBC заборавио како да направи“. Похвалио је Еклстоново тумачење и као најбоље епизоде навео „Празно дете” и „Доктор плеше”. Арнолд Т. Блумбург из часописа Now Playing дао је серији оцену А−, хвалећи њену разноликост. Међутим, био је критичан према Дејвисовој „досадној склоности да игра на најмањи заједнички именилац са тоалетним хумором”, али је сматрао да је од епизоде „Далек” па надаље серија била драматичнија и префињенија.
Џон Синот са DVD Talk-а оценио је први серијал са четири и по од пет звездица, написавши да „задржава много чари и узбуђења оригинала (као и премисе) док серију чини лако доступном за нове гледаоце”. Синот је похвалио бржи темпо и промене дизајна због којих се серијала осећала „свеже” као и Еклстоновог Доктора. Међутим, сматрао је да је Пајперова урадила само „веродостојан” посао док ју је Еклстон засенио и рекао је да је писање „неуједначено” са многим епизодама „само мало мањкавим”. Осврћући се на серијал из 2011. године, Стивен Кели из The Guardian-а је написао: „Еклстонов Доктор је можда имао много грешака – изгледао је као статиста из Источњака и урлао „ФАНТАСТИЧНО!” у свакој прилици са њих двоје – али он је био само одраз серије која у то време још увек није знала шта жели да буде. Први серијал оживљеног Доктора Хуа – у којој су се нашли и ванземаљци који прде – била је свет далеко од интелигентне, популистичке научне фантастике какву познајемо као и сада. Али онда је захваљујући Еклстону уопште доспела овако далеко – велико, поштовано име које је поставило темеље Тенанту да се извуче са серијом.”
Међутим, нису сви били задовољни новом продукцијом. Неки обожаваоци су критиковали нови лого и приметили промене на моделу ТАРДИС-а. Према различитим изворима вести, чланови продуцентске екипе су чак добијали пошту мржње и претње смрћу. Епизоду „Немирни мртви” су критиковали родитељи који су сматрали да је та епизода „превише застрашујућа” за њихову малу децу. BBC је одбацио жалбе, рекавши да серија није ни била намењена најмлађој деци.